# بيتر جونسون (لاعب كرة قدم)
بيتر جونسون (بالإنجليزية: Peter Johnson)‏ (18 فبراير 1954 في المملكة المتحدة - ) هو لاعب كرة قدم بريطاني في مركز الوسط. لعب مع أيك أثينا وكريستال بالاس ونادي بورنموث ونادي ليتون أورينت ونادي ويموث.

## وصلات خارجية
- بيتر جونسون على موقع قاعدة بيانات كرة القدم.إي يو (الإنجليزية)